# Rod Ferrell
Roderrick Justin Ferrell, detto Rod (Murray, 28 marzo 1980) è un criminale statunitense.
Era il capo di una gang di adolescenti emarginati e problematici che si faceva chiamare "The Vampire Clan", fondata verso la metà degli anni novanta a Murray, Kentucky. Nel febbraio del 1998 Ferrell, ancora minorenne, venne riconosciuto colpevole per il duplice omicidio di una coppia residente a Eustis in Florida, diventando così la persona più giovane negli Stati Uniti ad essere rinchiusa nel braccio della morte. Condannato inizialmente alla sedia elettrica, la pena di Ferrell è stata successivamente ridotta al carcere a vita senza libertà vigilata. Ferrell dichiarò in più occasioni di essere la reincarnazione di un antico vampiro di 500 anni chiamato Vesago. Oltre a lui, furono condannati altri tre giovani per aver preso parte ai delitti.

## Biografia

### Infanzia
Roderick Ferrell nacque il 28 marzo 1980 a Murray, nella contea di Calloway nello Stato del Kentucky. Figlio di Sondra Joann Gibson e Rick Allan Ferrell, all'epoca entrambi diciassettenni. I genitori si sposarono nove giorni dopo la sua nascita per poi divorziare qualche settimana più tardi. Il padre decise di abbandonare la famiglia per intraprendere la carriera militare e il piccolo Rod venne affidato alla giovane Sondra e ai nonni materni Harrell e Rosetta Gibson. La loro casa si trovava al numero 906 di Broad Street, appartamento F6, a Murray. Quella di Rod era una famiglia economicamente disagiata che tirava avanti quasi esclusivamente grazie al sussidio statale e alle pensioni dei nonni.
Sua madre era una giovane appassionata dell'occulto, specialmente dei vampiri, e finì con il coinvolgere il proprio figlio in queste sue fantasie (fu proprio lei a fargli conoscere il gioco fantasy Dungeons & Dragons). Ferrell cominciò a sviluppare un morboso fascino per il vampirismo fin da quando aveva cinque anni, età in cui cominciarono anche le molestie sessuali nei suoi confronti da parte del nonno, che tra l'altro era membro di una setta chiamata "The Black Mask". A soli dieci anni di età Ferrell presentava notevoli disturbi del comportamento: iniziò ad infliggersi intenzionalmente dei piccoli tagli sulle braccia con una lametta, quando era colto da momenti di rabbia intensa, arrivava anche a sbattere violentemente la testa contro la parete, in alcune occasioni fino a perdere i sensi. Nel 1993 Rod e sua madre si trasferirono assieme ai nonni in Florida a Eustis, dove Rod terminò la scuola media alla Eustis Middle School e iniziò il liceo alla Eustis High School, ma nel dicembre del 1995 la sua famiglia si trasferì nuovamente a Murray, nel Kentucky.
Durante il loro soggiorno a Eustis, Sondra si era risposata con un tatuatore di nome Darren Breven, mentre Rod aveva stretto amicizia con tre ragazzine di nome Heather Wendorf, Jeanine LeClaire e Audrey Presson. Heather era una punk, portava lunghi capelli tinti di viola, delle calze a rete nere e una grossa catena da cane intorno al collo; a Ferrell e agli altri suoi amici raccontava di essere un antico demone che, durante i rituali in cui si beveva sangue umano, riusciva a mettersi in contatto con gli spiriti. Lo stesso Rod incominciò in questo periodo a cambiare il proprio aspetto, truccandosi il viso, indossando un lungo giaccone nero e andando in giro con un bastone di legno appuntito. Il legame fra Rod e Heather fu così forte che resistette anche al trasferimento della famiglia Ferrell (Sondra decise di riportare suo figlio a Murray quando lo sorprese in compagnia della sua amica Jeanine e di un altro ragazzino di nome David in una stanza con le luci spente mentre si infliggevano a vicenda dei tagli sulle braccia con una lama di rasoio e bevevano il sangue). Una volta tornato nella sua città natale, Rod venne iscritto al Calloway County High School e per un certo periodo di tempo visse senza sua madre, che lo aveva lasciato solo con i nonni per andare a vivere nel Michigan col suo nuovo marito. Questo abbandono segnò profondamente la psiche del giovane Ferrell. Successivamente sua madre divorziò da Darren e tornò a vivere col figlio.

### Vampire Clan
Durante i primi mesi al Calloway County High School, il comportamento di Roderick divenne sempre più bizzarro e grottesco. Era convinto di essere un vero vampiro immortale, si era lasciato crescere fino alle spalle i capelli che poi tingeva di nero corvino, amava la moda gotica e per questo si vestiva sempre in modo dark, continuava a lesionarsi le braccia per bere il proprio sangue e aveva preso l'abitudine di aggirarsi nei cimiteri nel cuore della notte. Il suo rendimento scolastico peggiorò, disturbava in classe, rispondeva male agli insegnanti e marinava sempre più spesso le lezioni. Dopo la sua espulsione dalla scuola, cominciò a consumare una grande quantità di droghe acide mischiate ad alcolici e a stare fuori tutte le sere fino all'alba. In questo periodo conobbe un tale di nome Steven "Jaden" Murphy (Murray, 22 aprile 1978), un diciottenne capo di una piccola comunità di "ragazzi vampiri" composta da 30 persone, che iniziò definitivamente Rod al mondo dei vampiri. Ferrell rimase così affascinato dal gioco di ruolo Vampiri: la masquerade, da prenderlo molto seriamente, fino a perdere ogni contatto con la realtà.
Sua madre gli permise sempre di condurre questo stile di vita senza intervenire: da quel momento Ferrell cominciò a farsi chiamare Vesago (un vampiro di 500 anni che viveva principalmente nell'antica Parigi). Durante i vari riti con Murphy, Ferrell strinse una profonda amicizia con l'adolescente Howard Scott Anderson (Mayfield, 18 dicembre 1979), un ragazzino occhialuto dai capelli a caschetto e dal carattere debole che aveva visto in Rod una figura di riferimento. A loro si unì anche Dana Lynn Cooper (Murray, 8 aprile 1977), una coetanea con problemi di peso che aveva abbracciato questo circolo perché non aveva nessun'altra compagnia. Sempre in questo periodo, il ragazzo conobbe e si fidanzò con Charity Lynn "Shea" Keesee, conosciuta anche con il soprannome di Sarah Remington (Murray, 12 settembre 1980), una ragazzina di bell'aspetto anch'ella dedita all'autolesionismo. Con questi teenager influenzati dal suo carisma e dai suoi racconti, Ferrell fondò una congrega tutta sua, ribattezzandola il "Clan del Vampiro".
Roderick e i suoi seguaci si riunivano nei cimiteri o nelle campagne di Murray con l'intento di tagliarsi i polsi con una lametta e bersi il sangue a vicenda. Spesso i rituali si trasformavano in vere e proprie orge sessuali che prevedevano anche i sacrifici di piccoli animali; poco per volta i quattro incominciarono a distaccarsi dal resto degli amici e dal mondo reale. Il Vampire Clan usufruì per lungo tempo di una struttura in rovina ribattezzata il "Vampire Hotel", situata nelle colline della Land Between The Lakes National Recreation Area.
Il Vampire Hotel era una sorta di bunker abbandonato e disseminato di lattine di birra e resti di palafitte in legno carbonizzate. Sui muri della struttura Rod, aiutato dal suo gruppo, aveva scritto delle frasi usando delle bombolette spray, alcune di esse riportavano il seguente testo: “Me Killa”, “Please Deposit Dead Bodies Here” e “Follow Me to Death”. Quando la madre di Rod inviò dei biglietti contenenti avances sessuali al fratello quattordicenne di Steven Murphy, l'amicizia fra Rod e Murphy si ruppe del tutto (il ragazzo era già stato bandito dal gruppo di "Jaden" per aver violato le regole di "condotta vampirica" creando la sua propria banda di seguaci). Ferrell venne ricoverato all'ospedale dopo essere stato percosso dal suo ex amico e Sondra venne denunciata dalla madre dei fratelli Murphy per tentata violenza sessuale nei confronti di un minore.
Lo stesso Ferrell aveva già una denuncia alle spalle per aver fatto irruzione assieme ad altri ragazzi in un rifugio per animali a 180 miglia a sud-ovest di Louisville, dove aveva mutilato due cuccioli. Questo è quanto riportò lo sceriffo della Contea di Calloway Stan Scott. John "Damien" Goodman, un amico intimo di Rod, rilasciò una dichiarazione agli inquirenti che conducevano le indagini sostenendo che il suo amico era ossessionato dall'idea di aprire le porte dell'Inferno e che per fare ciò avrebbe dovuto uccidere un gran numero di persone per consumare le loro anime. Ferrell credeva che in questo modo avrebbe ottenuto dei superpoteri.

### Gli omicidi
Il 25 novembre 1996 (la settimana del giorno del Ringraziamento), Naomi Ruth Queen (Harts, 4 novembre 1942) di 54 anni e Richard James Wendorf (Oshkosh, 3 luglio 1947) di 49 anni furono trovati, barbaramente assassinati, dalla figlia diciassettenne Jennifer, nella loro casa a Eustis a circa 30 km a nord-ovest di Orlando. Mentre Richard stava dormendo sul suo divano in salotto e Naomi faceva la doccia, il sedicenne Rod e il suo complice, Howard Scott Anderson, anche lui di 16 anni, si introdussero furtivamente nella loro abitazione al numero 24135 di Greentree Lane attraverso il garage aperto, dove si procurarono l'arma del delitto (tra i vari arnesi trovati sul banco di lavoro, Ferrell e Anderson avevano pensato in un primo momento di usare una motosega, un'ascia oppure un machete, ma alla fine optarono per un attrezzo più semplice per evitare di sporcarsi di sangue). Prima che Richard avesse il tempo di risvegliarsi, Ferrell lo colpì ripetutamente con un piede di porco, con tale furia da fracassargli il cranio e le costole e fermandosi solo quando si rese conto di averlo ucciso.
Quando Naomi, in accappatoio e con una tazza in mano si diresse verso la cucina e trovò i due ragazzini vicino al cadavere di suo marito reso irriconoscibile, Ferrell uccise pure lei, colpendola alla testa con il piede di porco così forte da farle schizzare fuori frammenti di materia cerebrale. Egli ha sostenuto nella sua confessione che non rientrava nei suoi piani uccidere anche la signora Wendorf, ma lei lo aveva attaccato per prima scagliandogli addosso un getto di caffè bollente che oltre a ustionarlo lo aveva fatto arrabbiare a tal punto da fargli cambiare idea. Una volta uccisi, Rod bevve il loro sangue sparso sul pavimento, si accese una sigaretta e la utilizzò per marchiare a fuoco la lettera V sul petto di Richard Wendorf come firma del Vampire Clan. Anderson non partecipò materialmente perché fu preso dal panico. Prima di fuggire, Ferrell rivoltò il corpo senza vita di Richard Wendorf per rubargli il portafoglio dalla tasca posteriore dei jeans, cominciò ad aggirarsi per tutta la casa cercando altro denaro da rubare e strappando tutte le prese dei telefoni per troncare ogni comunicazione con l'esterno. Una volta trovate le chiavi della jeep, i due ragazzi fecero ritorno nel garage, Ferrell spinse Anderson dentro la macchina dei Wendorf facendolo sedere al posto di guida, accesero il motore e dopo aver alzato la saracinesca si allontanarono rapidamente dalla scena del crimine.
Le vittime erano i genitori della quindicenne Heather Ann "Zoey" Wendorf (Eustis, 11 gennaio 1981). Ferrell aveva ucciso il padre e la madre della ragazzina perché voleva aiutarla a scappare da quella casa e portarla con sé assieme ai suoi seguaci per cominciare una nuova esistenza (nella primavera di quell'anno, Heather, in piena crisi, aveva incominciato a telefonare a Rod rivelandogli che i genitori le facevano del male e sollecitandolo a venire in Florida per portarla via). Heather e le altre due ragazze del Clan non si trovavano sul luogo degli omicidi, in quel momento Charity e Dana avevano accompagnato Heather a casa del suo attuale ragazzo (a bordo dell'auto dei genitori di Anderson, una Buick Skyhawk del 1987 con cui i ragazzi erano partiti da Murray la notte del 22 novembre per raggiungere Eustis, nello Stato della Florida), affinché lei potesse dirgli addio prima di partire per New Orleans con ll gruppo.

### Fuga e arresto
I ragazzi si servirono di entrambe le auto per raggiungere la città di Sanford, dove si sbarazzarono della Buick Skyhawk lasciandola sulla State Road 600. Nel tentativo di far perdere le loro tracce, scambiarono le targhe delle due auto. Anderson, su ordine di Ferrell, si mise a guidare verso ovest lungo l'interstatale 10, attraversando la città di Tallahassee. Dopo quattro giorni in auto attraverso quattro stati, il Vampire Clan venne individuato alle ore 22:30 di sera nella zona Est di Baton Rouge, Louisiana. Pare che a Ferrell piacesse una rinnovata sala giochi di New Orleans e che i ragazzi fossero diretti proprio lì. Ma è stato anche detto che il gruppo era intenzionato a raggiungere quella città presumibilmente per incontrare Anne Rice (autrice delle Cronache dei vampiri), così da poter trascorrere il resto delle loro vite nella casa della scrittrice.
La fidanzata sedicenne di Rod, Charity Keesee, fece una chiamata da una cabina telefonica a sua madre che si trovava nel Dakota del Sud. Il gruppo, che nel frattempo era ricercato dai federali, aveva bisogno di soldi e Charity pensava che sua madre avrebbe potuto aiutarli economicamente per fuggire. Tuttavia la madre di Keesee informò subito le autorità sulla posizione dei giovani e con uno stratagemma convinse la figlia e il resto del gruppo ad andare nella stanza di un hotel della catena Howard Johnson. Giunti a destinazione, i cinque furono arrestati dalla polizia e trattenuti nel carcere di Baton Rouge per una settimana prima di essere estradati in Florida, dove inizialmente rimasero rinchiusi nel carcere di Lake County e successivamente trasferiti in una struttura minorile a Ocala. I ragazzi, al momento dell'arresto, erano in possesso della Ford Explorer del 1993 appartenuta ai Wendorf. Ferrell aveva rubato anche la loro carta di credito per poter fare rifornimento di benzina e acquistare un coltello da tasca con il manico blu durante una sosta in una stazione di servizio a Crestview. La loro latitanza era durata poco più di 96 ore.
Il 29 novembre 1996 (la sera stessa del suo arresto), Rod Ferrell ammise le proprie responsabilità davanti al sergente Ben Odom e ai detective Dennis Moran e Mark Dewey nella stanza degli interrogatori presso il Dipartimento di Polizia di Baton Rouge. Con freddezza, il ragazzo descrisse nei minimi dettagli come aveva portato a termine il duplice omicidio. La confessione venne registrata con una telecamera a circuito chiuso. Quella notte anche gli altri membri del Clan vennero interrogati uno ad uno. Quando venne arrestato e scortato in manette dai federali verso la Centrale di Polizia, un giornalista munito di microfono gli chiese se avesse qualcosa da dire davanti alle telecamere e Ferrell gli rispose: "Sì, Dio benedica l'America". Quando il gruppo venne estradato in Florida e rinchiuso nel Lake County Detention Center, Ferrell, in uniforme carceraria e con i capelli lunghi e arruffati, mostrò la lingua ai molti fotografi e giornalisti che li stavano aspettando. Attraverso una parete di vetro del penitenziario, Ferrell mandò un bacio ai giornalisti e cominciò a fare strane smorfie mentre gli venivano prese le impronte digitali assieme ad Anderson.
Il giorno successivo, in data 7 dicembre 1996, i ragazzi vennero scortati nell'aula del seminterrato del carcere della Contea di Marion poco prima delle 11:00 del mattino, con catene di ferro intorno ai polsi e alle caviglie e con cinture in pelle intorno alla vita. Ad ognuno degli imputati era stata assegnata una guardia. Nessuno dei loro familiari era presente all'udienza (che in totale durò circa 15 minuti). Come previsto dalla legge statunitense, Ferrell, Anderson, Keesee e la Wendorf dovettero alzare la mano destra per prestare giuramento davanti al giudice Frances S. King che, dopo aver valutato il caso, decise di non concedere a nessuno degli imputati la libertà su cauzione. Successivamente la Corte assegnò a ciascuno degli imputati un avvocato d'ufficio. In un primo momento a Ferrell venne assegnato il difensore pubblico Bill Stone, ma successivamente due avvocati penalisti, Candace Hawthorne e William Lackay.

### Processi e condanne
Il 17 dicembre 1996 Roderick Ferrell e Howard Scott Anderson furono indicati come i diretti responsabili del crimine, mentre Heather venne assolta da tutti i capi di imputazione da un Grand jury per insufficienza di prove, uscendo però definitivamente dall'inchiesta soltanto il 28 gennaio 1997.
Il processo contro Ferrell (che secondo gli esperti, era affetto dalla Sindrome di Asperger), cominciò il 12 febbraio 1998 nella città di Tavares in Florida. Il giovane si dichiarò colpevole delle quattro imputazioni a suo carico: furto con scasso a mano armata, rapina a mano armata e due capi d'accusa per omicidio di primo grado, senza però mostrare alcun segno di rimorso. I suoi avvocati difensori, Candace Hawthorne e William Lackay, tentarono di convincere la giuria che la giovane età del loro cliente poteva essere considerata un fattore attenuante in quella sentenza, così come il suo estremo disturbo mentale ed affettivo; uno psichiatra della difesa rivelò infatti che l'età emotiva di Ferrell era pari a quella di un bambino di appena tre anni. Tuttavia il 23 febbraio la giuria votò 12 a 0 per proporre una sentenza capitale al giudice che doveva irrogare la pena. Il giudice scelto per questo caso, Jerry T. Lockett, accolse la richiesta dei giurati e il 27 febbraio condannò il diciassettenne Ferrell a morte mediante sedia elettrica.
Prima della condanna, il giudice Lockett si rivolse a Ferrell dicendogli che lo riteneva un ragazzo seriamente disturbato, poiché sia la sua famiglia sia la società avevano fallito nella sua educazione, ma che una gioventù travagliata non poteva comunque giustificare un omicidio compiuto a sangue freddo e con premeditazione. Successivamente il giudice esortò il procuratore Brad King ad indagare su Heather Wendorf per accertare le responsabilità della ragazzina riguardo alla morte dei suoi genitori; la madre di Ferrell, Sondra Gibson, disse che suo figlio non meritava la pena di morte, ma approvò la proposta del giudice di procedere nei confronti di Heather perché la riteneva colpevole esattamente quanto Rod. Nonostante ciò, la Wendorf non venne mai incriminata: lei e sua sorella Jennifer ereditarono un milione di dollari derivante dalla morte dei loro genitori. Qualche anno dopo Heather si sposò con Dan Kelly e si trasferì a Greensboro nella Carolina del Nord, dove mise su famiglia. Oggi è madre di quattro figli.
Charity Keesee, che era incinta di due mesi al momento dell'arresto ma successivamente ebbe un aborto spontaneo, venne processata per due accuse di omicidio di terzo grado, rapina con una pistola o un'arma mortale e rapina a mano armata con armi o esplosivi. È stata condannata il 13 agosto 1998 a 10 anni e sei mesi di prigione. Qualche mese più tardi, venne sorpresa in compagnia di un'altra giovane detenuta mentre si bevevano reciprocamente il sangue dalle ferite che si erano auto-inflitte nel bagno del loro dormitorio al Florida Correctional Institution. Dana Cooper (unica maggiorenne al momento dei fatti), è stata condannata il 15 luglio 1998 ad una pena detentiva di 17 anni e sei mesi. Anderson è stato condannato per gli stessi capi di imputazione di Ferrell e il 1º aprile 1998 ha ricevuto due ergastoli consecutivi senza alcuna possibilità di essere mai rilasciato.
Per due anni, fino al 10 novembre 2000, Ferrell ha detenuto il record come il più giovane condannato nel braccio della morte, ma poi la Corte Suprema della Florida ha ridotto la sua condanna al carcere a vita. La Corte Suprema aveva preso questa decisione in data 8 luglio 1999, quando stabilì che lo Stato non può giustiziare assassini che hanno commesso il loro crimine prima di aver compiuto almeno 17 anni.
Ferrell è stato così spostato dal Florida State Prison al New River West Correctional Institution a Raiford. Il 4 marzo 2003, Ferrell e i suoi avvocati hanno presentato un ricorso per poter ottenere un nuovo processo, ma il 24 settembre dello stesso anno il giudice T. Michael Johnson ha rigettato tale ricorso. Keesee è stata scarcerata il 23 marzo 2006 (ha scontato gran parte della sua pena presso il Broward Correctional Institution a Fort Lauderdale); dopo aver fatto ritorno a Murray si è sposata ed ha avuto due figli. Dana Cooper è stata scarcerata il 15 ottobre 2011 (era detenuta presso il Gadsden Correctional Facility a Quincy), e anche lei è tornata nella sua città natale.
Il 15 gennaio 2013 Ferrell e Anderson si sono visti rigettare i loro ultimi tentativi di ottenere una nuova sentenza alternativa al carcere a vita. I due condannati avevano fatto ricorso dopo che la Corte suprema degli Stati Uniti d'America aveva stabilito che l'ergastolo senza la possibilità di rilascio sulla parola era incostituzionale per gli assassini minorenni. La Corte d'appello di Miami ha però stabilito che tale sentenza non si applica retroattivamente ai rei già condannati e il 5º distretto della Corte d'Appello di Daytona Beach ha concordato. Anderson è detenuto al Calhoun Correctional Institution a Blountstown, in Florida, mentre Rod Ferrell è detenuto al Columbia Correctional Institution Annex a Lake City, sempre in Florida.. Nel 2018 il tribunale di Lake County ha ridotto la pena a Howard Scott Anderson a 40 anni. Nel 2020 Rod Ferrell ha ottenuto il riesame, nel quale però il giudice ha confermato la pena dell'ergastolo senza possibilità di condizionale, ritenendolo "irrimediabilmente corrotto".

## Nei media
- Nel 2002 è stato distribuito il film a basso costo Vampire Clan, diretto da John Webb con Drew Fuller nel ruolo di Rod Ferrell.